# Isiaka Olawale
Isiaka Olawale (sinh ngày 11 tháng 11 năm 1983) là một cầu thủ bóng đá người Nigeria. Hiện tại anh thi đấu cho Dolphins F.C. (Port Harcourt).

## Lịch sử
Ngày 25 tháng 1 năm 2012, sau khi thương lượng, Dolphins và Kwara United đồng ý chuyển nhượng tiền vệ trung tâm, Isiaka Olawale, sang đội vô địch. Olawale đá chính và ghi bàn đầu tiên cho câu lạc bộ ở lượt về vòng Mộ CAF Champions League 2012 trước CD Elá Nguema.

## Sự nghiệp quốc tế
Anh từng thi đấu cho đội tuyển quốc gia Nigeria và đội tuyển bóng đá bãi biển quốc gia Nigeria.